# Hôtel d'Alauzier de Bollène
Ne doit pas être confondu avec l'Hôtel d'Alauzier-Guilhermier.
L'hôtel d'Alauzier de Bollène est un hôtel particulier à Bollène, dans le département de Vaucluse. 

## Historique
En 1978, l'ensemble de l'hôtel est protégé au titre des monuments historiques, partiellement classé pour une partie du bâtiment, et le reste étant inscrit.

## Description
L'hôtel d'Alauzier comprend notamment, en rez de chaussée un grand salon, petit salon et chambre. Le jardin attenant est orné d'un escalier monumental au fond du jardin avec ses deux niches-fontaines, et d'un bassin.  

## En savoir plus